# 地域障害者職業センター
地域障害者職業センター（ちいきしょうがいしゃしょくぎょうセンター）とは、障害者の雇用の促進等に関する法律の規定により独立行政法人高齢・障害・求職者雇用支援機構が設置した障害者の職業リハビリテーションの拠点となる施設。

## 事業の概要
地域障害者職業センターでは障害者に対し、職業評価、職業指導、職業準備支援及び職場適応援助等の各種の職業リハビリテーションを実施する。
事業主に対して、雇用管理上の課題を分析し、雇用管理に関する専門的な助言その他の支援を実施。
職業評価
就職の希望・職業能力などについて本人・家族・支援者からの聴取や必要に応じた検査により評価し、それらを基に就職して職場に適応するために必要な支援内容・方法等を含む、個人の状況に応じた職業リハビリテーション計画を作る。
職業準備支援
就職に向かう次の段階（ハローワークにおける職業紹介、ジョブコーチ支援等）に着実に移行させるため、センター内での模擬的作業体験、職業準備講習、社会生活技能訓練を通じて、基本的な労働習慣の体得（休まず通う・職場の決まりを守るなど）、作業遂行力の向上、コミュニケーション能力・対人対応力の向上をはかる。
職場適応援助者（ジョブコーチ）支援事業
障害者の円滑な就職及び職場適応を図る体制作りの支援のため、事業所にジョブコーチを派遣し、障害者及び事業主に対して、雇用の前後を通じて障害特性を踏まえた直接的、専門的な援助を実施。
精神障害者総合雇用支援
精神障害者及び事業主に対して、主治医など関係者との連携の下、精神障害者の就職、職場復帰、雇用継続のための様々な支援ニーズに対して、専門的・総合的な支援を実施。
事業主に対する相談・援助
障害者の雇用に関する事業主のニーズや雇用管理上の課題を分析し、事業主支援計画を作成し、雇用管理に関する専門的な助言、援助を実施。
地域における職業リハビリテーションのネットワークの醸成
障害者就業・生活支援センター、障害者雇用支援センター等からの依頼に応じ、職業評価等をはじめとする技術的、専門的事項についての援助。
また、医療、保健、福祉、教育分野の関係機関に対し、職業リハビリテーション推進フォーラム等を通じて、職業リハビリテーションに関する認識を共有し、地域における就労支援のネットワークを形成。
地域の関係機関に対する職業リハビリテーションに関する助言・援助等の実施
障害者就業・生活支援センターその他の関係機関に対する職業リハビリテーションに関する技術的事項についての助言・援助を行うほか、関係機関の職員等の知識・技術等の向上に役立てるため、マニュアルの作成及び実務研修等を実施。

## 引用
地域障害者職業センター